# Richard Bennett Carmichael

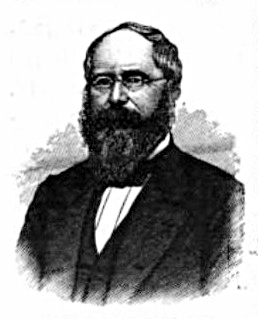
Richard Bennett Carmichael

Richard Bennett Carmichael (* 25. Dezember 1807 in Centreville, Queen Anne’s County, Maryland; † 21. Oktober 1884 bei Carmichael, Maryland) war ein US-amerikanischer Politiker. Zwischen 1833 und 1835 vertrat er den Bundesstaat Maryland im US-Repräsentantenhaus.

## Werdegang
Richard Carmichael war ein Großneffe von William Carmichael († 1795), der Delegierter zum Kontinentalkongress gewesen war. Er besuchte die öffentlichen Schule in Centreville und danach das Dickinson College in Carlisle (Pennsylvania). Anschließend studierte er bis 1828 am Princeton College. Nach einem anschließenden Jurastudium und seiner 1830 erfolgten Zulassung als Rechtsanwalt begann er in Centreville in diesem Beruf zu arbeiten. Gleichzeitig schlug er als Mitglied der Demokratischen Partei eine politische Laufbahn ein. Im Jahr 1831 wurde er in das Abgeordnetenhaus von Maryland gewählt.
Bei den Kongresswahlen des Jahres 1832 wurde Carmichael im zweiten Wahlbezirk von Maryland in das US-Repräsentantenhaus in Washington, D.C. gewählt, wo er am 4. März 1833 die Nachfolge von Benedict Joseph Semmes antrat. Bis zum 3. März 1835 konnte er eine Legislaturperiode im Kongress absolvieren. Seit dem Amtsantritt von Präsident Andrew Jackson im Jahr 1829 wurde innerhalb und außerhalb des Kongresses heftig über dessen Politik diskutiert. Dabei ging es um die umstrittene Durchsetzung des Indian Removal Act, den Konflikt mit dem Staat South Carolina, der in der Nullifikationskrise gipfelte, und die Bankenpolitik des Präsidenten.
Nach dem Ende seiner Zeit im US-Repräsentantenhaus praktizierte Carmichael wieder als Anwalt. Zwischen 1841 und 1866 war er erneut Abgeordneter im Staatsparlament. In den Jahren 1856, 1864, 1868 und 1876 nahm er als Delegierter an den Democratic National Conventions teil. Zwischen 1858 und 1864 war Carmichael auch als Richter im Queen Anne’s County tätig. Im Jahr 1867 fungierte er als Präsident eines Verfassungskonvents in Maryland. Er starb am 21. Oktober 1884 auf dem Anwesen Wye nahe Carmichael, wo er auch beigesetzt wurde.